# 亞歷山大·塔塔連科
亞歷山大‧尤里耶維奇‧塔塔連科（俄语：Александр Юрьевич Татаренко，羅馬化：Alexander Yuryevich Tatarenko，1960年7月16日—），俄羅斯空軍中將，俄羅斯軍事領導人。其曾任第14空軍和防空集團軍兼中央軍區防空軍司令，後任第11空軍和防空集團軍兼東部軍區防空軍司令。

## 生平
塔塔連科於1960年7月16日出生於斯塔夫羅波爾邊疆區伊佐比利內。
1981年，塔塔連科畢業於斯塔夫羅波爾高等軍事航空飛行員和領航員學校，1994年畢業於朱可夫空天防禦學院，2007年畢業於俄羅斯總參謀部軍事學院。

## 事蹟
塔塔連科曾在遠東、烏拉爾、西伯利亞和俄羅斯北部地區服役。他從飛行員一路晉升到空軍和防空部隊的聯合指揮官，掌握Su-15TM、Su-27和An-26戰鬥機。截至2006年之前，他是第21空軍和防空集團軍的參謀長兼第一副司令。2013年8月起，他是第3空軍和防空集團軍的指揮官。2015年8月1日起，他是第11空軍和防空集團軍兼東部軍區防空軍司令。
2016年1月12日，俄羅斯總統弗拉基米爾·普京發佈總統令，任命他為中央軍區第14空軍和防空集團軍司令。
2020年8月，塔塔連科達到法定退役年齡，因而退伍。
2024年2月2日，有消息稱，塔塔連科可能在1月31日，烏克蘭襲擊俄佔克里米亞的巴勒貝克機場時被擊斃，但未證實。